# Tugimaantee 82
De Tugimaantee 82 is een secundaire weg in Estland. De weg loopt van Tareste naar de havenplaats Lehtma  en is 7,0 kilometer lang. 